# Chris Regn
 (août 2023).
Si vous disposez d'ouvrages ou d'articles de référence ou si vous connaissez des sites web de qualité traitant du thème abordé ici, merci de compléter l'article en donnant les références utiles à sa vérifiabilité et en les liant à la section « Notes et références ».
 (août 2023).
La mise en forme du texte ne suit pas les recommandations de Wikipédia : il faut le « wikifier ».
Les points d'amélioration suivants sont les cas les plus fréquents. Le détail des points à revoir est peut-être précisé sur la page de discussion.
- Les titres sont pré-formatés par le logiciel. Ils ne sont ni en capitales, ni en gras.
- Le texte ne doit pas être écrit en capitales (les noms de famille non plus), ni en gras, ni en italique, ni en « petit »…
- Le gras n'est utilisé que pour surligner le titre de l'article dans l'introduction, une seule fois.
- L'italique est rarement utilisé : mots en langue étrangère, titres d'œuvres, noms de bateaux, etc.
- Les citations ne sont pas en italique mais en corps de texte normal. Elles sont entourées par des guillemets français : « et ».
- Les listes à puces sont à éviter, des paragraphes rédigés étant largement préférés. Les tableaux sont à réserver à la présentation de données structurées (résultats, etc.).
- Les appels de note de bas de page (petits chiffres en exposant, introduits par l'outil «  Source ») sont à placer entre la fin de phrase et le point final[comme ça].
- Les liens internes (vers d'autres articles de Wikipédia) sont à choisir avec parcimonie. Créez des liens vers des articles approfondissant le sujet. Les termes génériques sans rapport avec le sujet sont à éviter, ainsi que les répétitions de liens vers un même terme.
- Les liens externes sont à placer uniquement dans une section « Liens externes », à la fin de l'article. Ces liens sont à choisir avec parcimonie suivant les règles définies. Si un lien sert de source à l'article, son insertion dans le texte est à faire par les notes de bas de page.
- La présentation des références doit suivre les conventions bibliographiques. Il est recommandé d'utiliser les modèles {{Ouvrage}}, {{Chapitre}}, {{Article}}, {{Lien web}} et/ou {{Bibliographie}}. Le mode d'édition visuel peut mettre en forme automatiquement les références.
- Insérer une infobox (cadre d'informations à droite) n'est pas obligatoire pour parachever la mise en page.

Pour une aide détaillée, merci de consulter Aide:Wikification.
Si vous pensez que ces points ont été résolus, vous pouvez retirer ce bandeau et améliorer la mise en forme d'un autre article.
Chris Regn, née le 4 octobre 1964 à Nuremberg, est une artiste conceptuelle et activiste basée en Suisse et en Allemagne.

## Biographie
Chris Regn vit à Bâle et à Hambourg en tant qu'artiste, curatrice, archiviste et enseignante. Elle travaille en tant qu'artiste collectivement en utilisant différents médias dessin, vidéo, l'art-action, la chanson, la performance et les interviews. Chris Regn a obtenu une maîtrise à l'Université des beaux-arts de Hambourg en 2005 avec le projet Masterpieces.
Elle appréhende son travail dans le contexte des archives vidéo et des collections de Bildwechsel (de) l'organisation faîtière pour les femmes, les médias et la culture à Hambourg, qu'elle soutient. En tant qu'artiste conceptuelle, elle se réfère au potentiel des représentations et des images d'artistes avec des recherches, des actions, des présentations et des vidéos.
En 1978, une structure collective commence son activité politique et artistique au centre des femmes de Nuremberg. L'objectif était d'apporter des changements politiques et de repenser les conditions de vie. L'analyse des pratiques d'autres artistes a joué un rôle important. En 1981, par exemple, les archives des femmes artistes de Nuremberg sont fondées. Elles produisent une base documentaire de livres, d'interviews et de documents vidéo fondamentales pour la production de travaux artistiques ultérieurs. Sous le pseudonyme Helga Broll, Regn dirigeait une galerie virtuelle émergeant en tant que projet artistique pendant Art Basel en 2000. De 2008 à 2020, elle coordonne le programme du Kaskadenkondensator Basel (de), un espace de projet pour l'art contemporain et la performance.

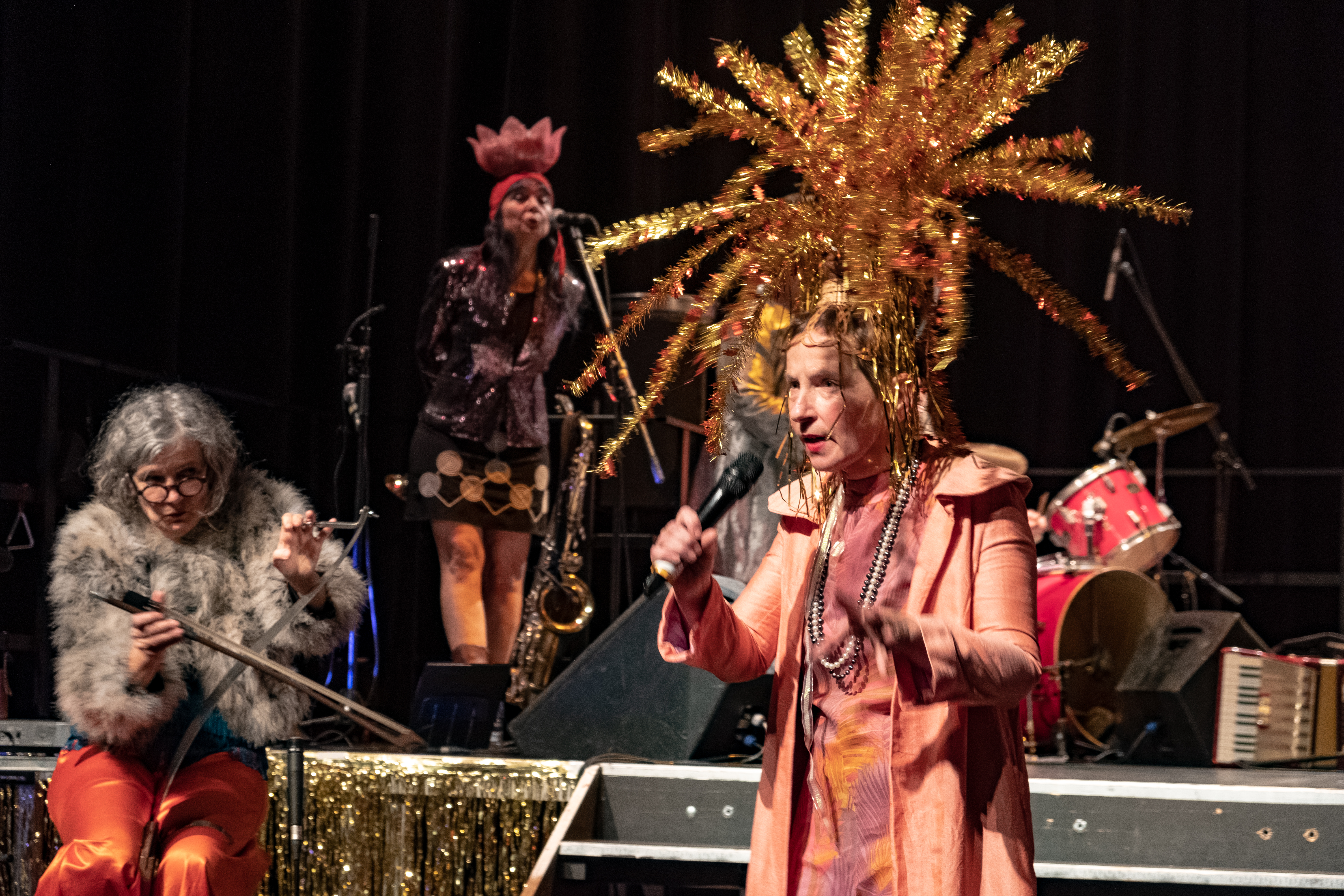
Chris Regn et dans l'émission "Chantons Arbeiterin*"

Elle travaille avec divers groupes de performance et d'artistes tels que Evi, Nic and C, Les Reines Prochaines ou Tischtalke et en 2015, après un projet de recherche de performance avec Andrea Saemann (de) et après de longues discussions menées dans toute la Suisse, elle fonde PANCH. Elle s'intéresse à l'organisation et au contexte de la mémoire et à la réactivation des événements, ce qui amènera la production en collaborations avec Andrea Saemann de Performance Saga, Entretiens avec des pionniers de l'art de la performance, et également Simply Saying une production théâtrale sur les cultures traditionnelles entre le dictionnaire allemand des Frères Grimm et les salons performatifs de Marie-Jeanne L'Héritier et le Concile sur la situation des arts de la scène suisse,. Elle travaille avec divers artistes pour développer des programmes de vidéo, de performance et de scène tels que Die Gottlieber Revue pour la communauté frontalière de Gottlieben, la production scénique Let's sing Arbeiterin* et Alte Tiere Hochgestapelt, ce dernier une production de Theater Basel
Avec Lena Eriksson (de) et Nicole Boillat, elle publie la police de caractères KAP à intervalles irréguliers, et en 2022 le magazine Megazin avec sept numéros pour accompagner le projet d'exposition Bang Bang - translocal performance stories, avec Lena Eriksson, Nicole Boillat et Iris Ganz.

## Performances, présentations et expositions (sélection)
- 2006-2007 Die vegane Oper avec Evi, Nic & C, à Hambourg, Berlin, Stuttgart. Bâle, Zurich et Berne
- 2012 Einfach Sagen, projet de performance d'Andrea Saemann avec Chris Regn et Martina Gmür, Kaserne Basel
- Rapport du conseil 2013, performance avec Andrea Saemann (de), anniversaire de l'ACT, caserne Bâle
- 2013 Die heilige Christine und andere Frauen die sich weggeworfen haben, exposition personnelle en 14 collaborations, Kaskadenkondensator Basel.
- 2014 Sind sie eigentlich ein Paar, vidéo avec Iris Ganz, exposition La Giornata, Elisabethenkirche Basel
- 2014 Hecht an der Grenz & Die Gottlieber Revue et vidéo avec Evi, Nic & C, Muda Mathis (de) et Sus Zwick (de), Gottlieben
- 2015 la Vie en Rosa Lu, performance avec Chris Regn, Strasbourg, Aubette
- 2015  Die vegane Oper avec Evi, Nic & C, Kunstmuseum Luzern
- 2016 Hot Pots, performance à long terme spécifique à la situation au Tskaltubo Sanatorium, Géorgie, avril et mai 2016
- 2016  Dragking / Trekking Show, VIA Studio, Kaskadenkondensator Basel, Lido Berlin.
- 2017 Performance, Interakcje Performance Festival, Piotrków Trybunalski, Pologne
- 2017 übers Kuratieren – ein saisonales Kunstlied, Chris Regn curating Andrea Saemann, PPP Progr (de), Berne
- 2018 Start der Chronik zu Feminismus in Basel avec Lena Rérat, Ruth Marx, Sus Zwick et Muda Mathis et toutes les féministes invitées
- 2018 Doce en Diciembre, contribution à l'événement performance, PROA 21, Buenos Aires, Argentine
- 2019 Let's Sing Arbeiterin* - une revue discursive avec Les Reines Prochaines & Freundinnen* pour le 30e anniversaire, Bâle, Zurich, Berne, Berlin
- 2019 Swiss Performance Art Medley, avec Andrea Saemann, Sokolowsko, Pologne
- 2019 Perf en Bref — Interviewprojekt und Performance, Far Festival, Nyon
- 2019 shift the manifesto, avec Manifesto Reflex Collective, Prix d'interprétation Suisse, Aarau
- 2020 staubsauger hula, avec Fränzi Madörin, Must or Not – Cascade condenser Basel
- 2020 : Alte Tiere hochgestapelt Les Reines Prochaines et amis, Lucas Acton, Sibylle Aeberli, Michèle Fuchs, Sibylle Hauert, Chris Hunter (de) David Kerman, Marcel Schwald, Dorothea Schürch (de), opéra, Théâtre Bâle

## Travaux de curatrice
- 1978–1992 Archives des femmes artistes, Nuremberg
- Depuis 1992, conception et gestion des archives chez Bildwechsel, l'organisation faîtière pour les femmes / les médias / la culture, Hambourg avec Birgit Durbahn, Christina Schäfer, Viktoryia Levenko et d'autres
- Depuis 2000 Galerie Helga Broll, travaille comme organisatrice et conservatrice
- 2008 Kunstraum Lodypop, Bâle, À la maison : visite avec Lena Eriksson
- Depuis 2008 responsable de programme pour le condenseur en cascade à Bâle
- 2015 cofondateur de PANCH – Performance Art Network Switzerland
- Depuis 2016 Qui écrit son histoire ? Groupe d'édition Wikipedia avec Nicole Boillat, Daniela Brugger, Lysann König et d'autres
- 2017 Board of Trustees Performance Art Festival Giswil avec Andrea Saemann, Muda Mathis et Chris Hunter
- Depuis 2017 bildwechsel Basel et le manifeste pour la publication responsable des collections le lac numérique avec Muda Mathis et Andrea Saemann
- En 2019 elle organise la 5e édition avec Ana Vujic et Lysann König. Festival des espaces artistiques auto-organisés à Bâle Somme
- 2022 Bang Bang - translocal performance stories au Museum Tinguely à Bâle, avec Lena Eriksson, Muda Mathis, Andrea Saemann

## Entrevues vidéo (sélection)
- 2002–2008 Generation Gap, Entretiens avec Annie Sprinkle et Elizabeth Stephens, Laurie Anderson, Valie Export, Marina Abramovic, Esther Ferrer, Monika Günther, Joan Jonas, Alison Knowles, Ulrike Rosenbach, Martha Rosler, Carolee Schneemann, Projet d'entretien avec Andrea Saemann, Edité par Andrea Saemann et Katrin Grögel pour edition fink, Zurich 2008,  (ISBN 978-3-03746-120-4)
- 2008 Vidéo pour un invité avec René Pulfer, projet format vertical avec Anita Hugi et Nicole Boillat, Bâle

## Groupes d'artistes (sélection)
- Evi, Nic & C, groupe de performance à Berlin, Hambourg, Bâle
- Table Talk, Bâle
- Les Reines Prochaines et Amis*

## Hommages et distinctions
- 1999-2003 bourse de la Fondation Heinrich Böll, Berlin
- 2000 Prix du premier manifeste de grandes artistes féminines respectées, Bâle
- 2003 bourse de la Fondation Heinrich Böll, Berlin
- 2005 bourse non matérielle et invitation au Deconstruction and Design College: Gender, Hamburg
- 2008 Kunstkredit Basel-Stadt, pour un projet d'art libre en format portrait avec Nicole Boillat et Anita Hugi
- 2019 Prix d'interprétation Suisse, Prix du public en collectif avec Monika Dillier (de), Iris Ganz, Sibylle Hauert, Lysann König,Fränzi Madörin (de), Muda Mathis, Dorothea Mildenberger, Sarah Elena Müller,Barbara Naegelin (de), Andrea Saemann (de), Dorothea Schürch, Sus Zwick
- 2022 : Prix de la culture de la ville de Bâle (de), Les Reines Prochaines and Friends*, avec Fränzi Madörin, Muda Mathis et Sus Zwick, Chris Regn, Marcel Schwald, Sibylle Aeberli, Sibylle Hauert, David Kerman, Lukas Acton, Dorothea Schürch, Chris Hunter et Michèle Fuchs

## Publication dans les médias
- Françoise Theis : Chris Regn : Le Créateur, Tageswoche. dix janvier 2015.
- Michael Sutter : Morta(della) versus Veggie ou : Je n'ai pas tellement compris ta vie. En 041. 23 octobre 2015
- festival de performances Interactive
- à Lets sing Arbeiterin